# Bradypodion thamnobates
Bradypodion thamnobates är en ödleart som beskrevs av  Lynn R.G. Raw 1976. Bradypodion thamnobates ingår i släktet Bradypodion och familjen kameleonter. IUCN kategoriserar arten globalt som nära hotad. Inga underarter finns listade.